# Primarias del Partido Republicano de 2012 en Kentucky
Las Primarias del Partido Republicano de 2012 en Kentucky se hicieron el 22 de mayo de 2012. Las Primarias del Partido Republicano fueron unas Primarias, con 45 delegados para elegir al candidato del partido Republicano para las elecciones presidenciales de Estados Unidos de 2012.  En el estado de Kentucky estaban en disputa 45 delegados.

## Elecciones

### Resultados
| Primarias Republicanas de Kentucky de 2012 | Primarias Republicanas de Kentucky de 2012 | Primarias Republicanas de Kentucky de 2012 | Primarias Republicanas de Kentucky de 2012 |
| Candidato                                  | Votos                                      | Porcentaje                                 | Delegados                                  |
| ------------------------------------------ | ------------------------------------------ | ------------------------------------------ | ------------------------------------------ |
| Mitt Romney                                | 117,621                                    | 66.8%                                      | 42                                         |
| Ron Paul                                   | 22,074                                     | 12.5%                                      | 0                                          |
| Rick Santorum (retirado)                   | 15,629                                     | 8.9%                                       | 0                                          |
| Newt Gingrich (retirado)                   | 10,479                                     | 5.9%                                       | 0                                          |
| Delegados no proyectados:                  | Delegados no proyectados:                  | Delegados no proyectados:                  | 3                                          |
| Total:                                     | 176,160                                    | 100%                                       | 45                                         |